# Palacio Bruna
El Palacio Bruna es un inmueble de estilo renacimiento italiano, emplazada en pleno Parque Forestal de Santiago de Chile, en calle Merced 230. Fue encargado en 1916 por el adinerado empresario del salitre, Augusto Bruna, al arquitecto chileno Julio Bertrand.

## Construcción

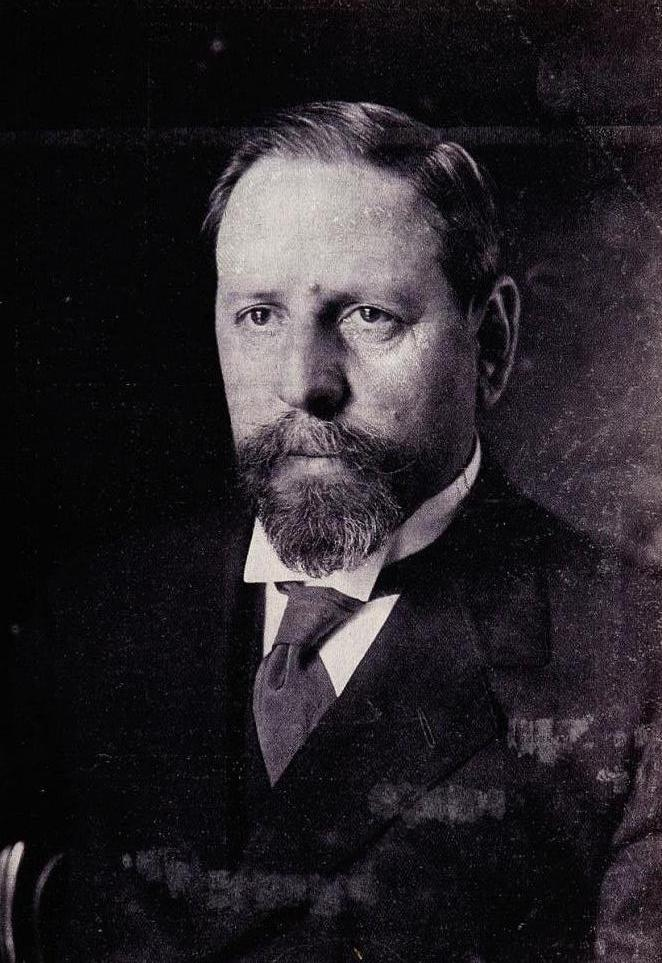
Augusto Bruna.

La historia del palacio se remonta a 1916 cuando Augusto Bruna encarga a Julio Bertrand, recién titulado de L'Ecole Special de Arquitecture en Francia, su residencia. Las obras se terminan en 1921, pero a cargo de Pedro Prado; Bertrand ya había muerto de tuberculosis.
Los Bruna nunca habitaron la mansión, la vendieron rápidamente por la crisis del salitre. El palacio fue adquirido en 1939 por la Embajada de Estados Unidos para residencia de su embajador. A partir de 1962 fue usado como consulado y el 12 de marzo de 1968 sufrió un atentado con una bomba instalada en un baño de mujeres.
Finalmente, en 1995 pasó a la Cámara Nacional de Comercio (Chile), que inició un cuidado proceso de restauración, que le devolvió su antiguo esplendor.

## Estilo
El edificio posee tres niveles, pero sus desiguales fachadas simulan uno menos. Numerosas terrazas enriquecen la obra, la mayoría mirando al norte, el Parque Forestal, gran paseo social de la época. Su fachada norte las marcan grandes ventanales y grandes columnas. De tres pisos, el último es una gran terraza techada. Destaca un gran friso con guirnaldas que recorre todas las fachadas. El acceso está enmarcado por monumentales columnas que sostienen la terraza poniente.
En su interior numerosos salones, pisos de finas maderas, estucos ornamentales y vitrales en el jardín de invierno, todos de manufactura nacional. Imponente es el gran hall de acceso, de doble altura. Placas de mármol verde y negro decoran los muros y las escaleras que llevan al segundo piso. Una gran puerta de fierro forjado y vitrales marca el acceso. Una enorme lámpara de cristal que cuelga de una lucarna cenital decorada con vitrales, ilumina el espacio.